# Maple Skate

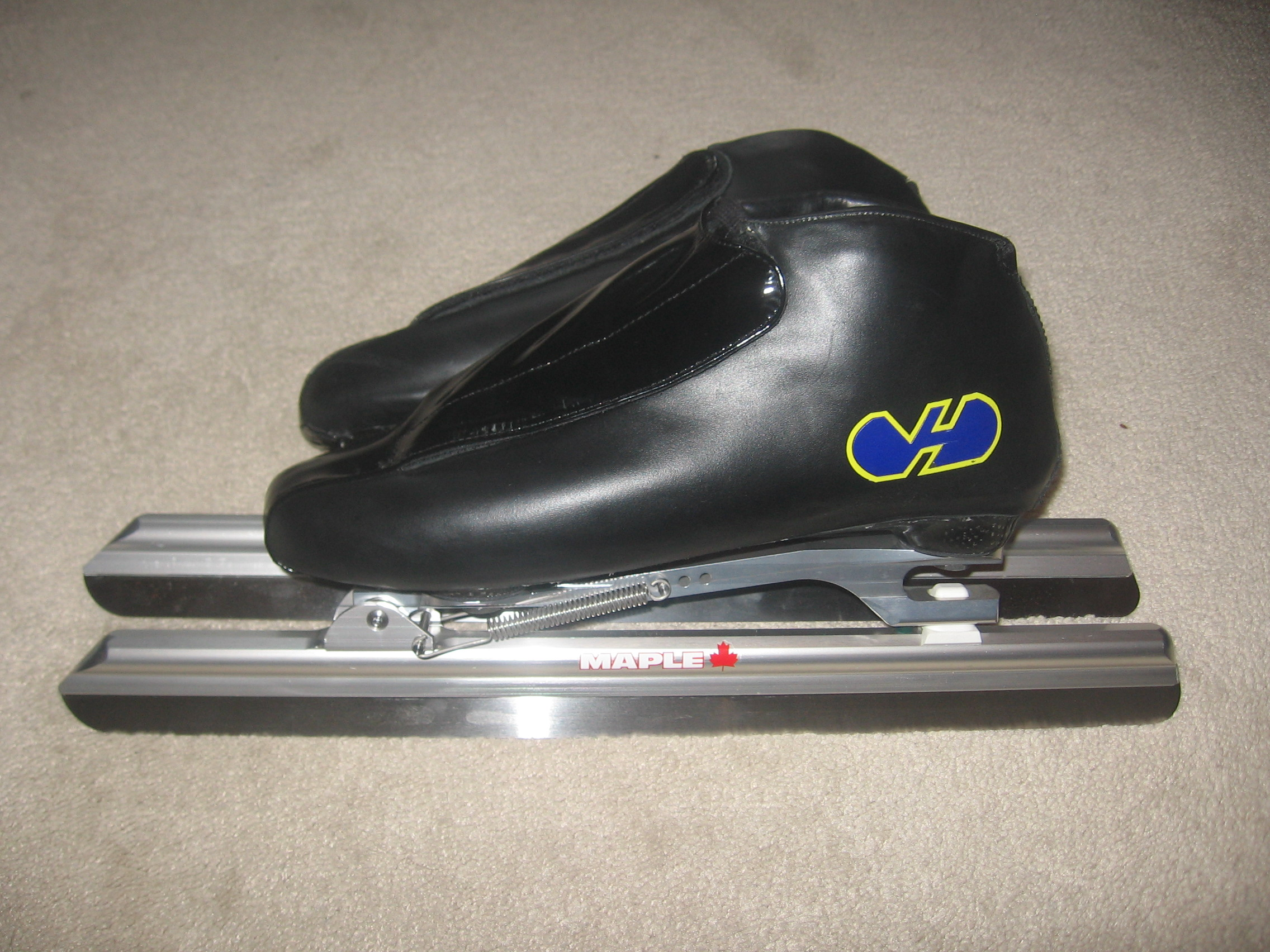
Klapschaats Maple VH

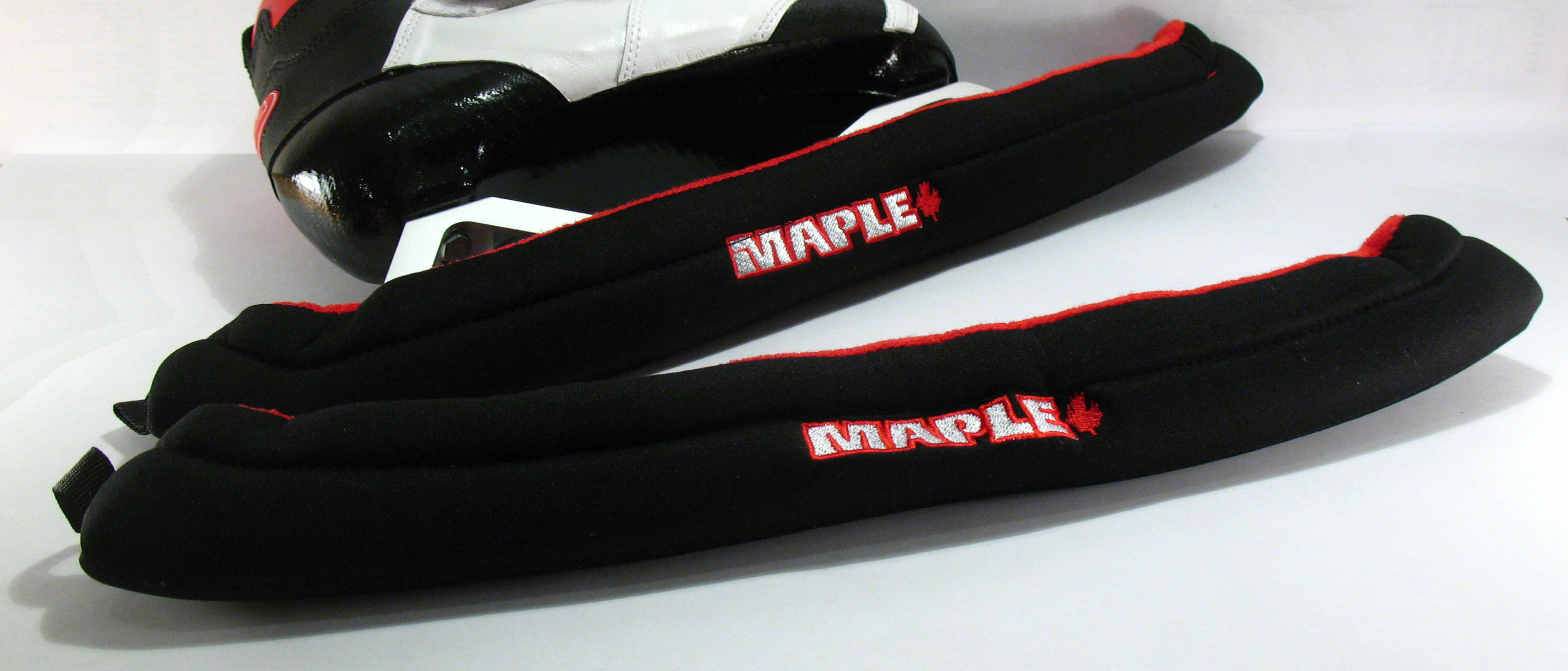
Maple Stoffenbeschermers

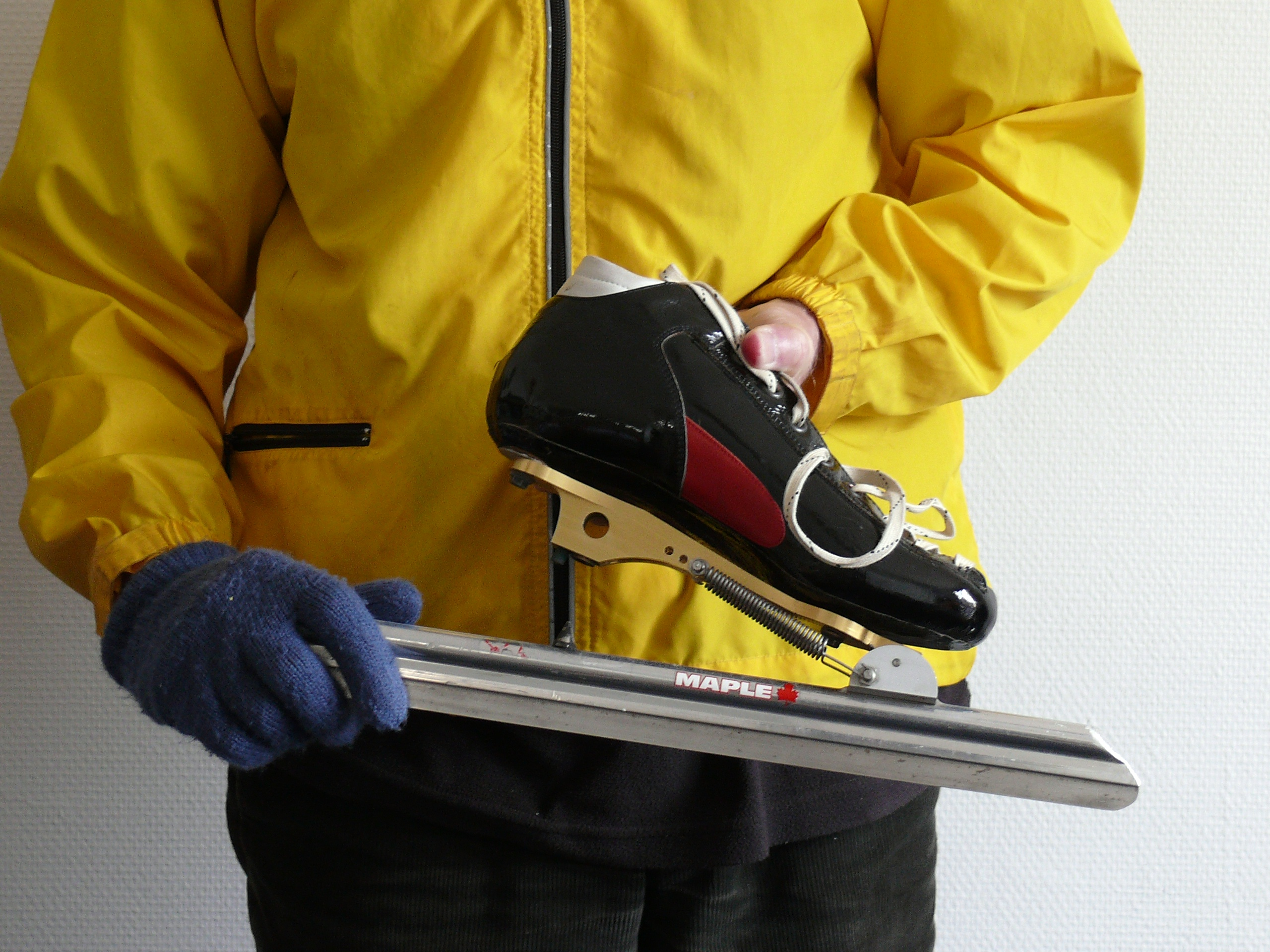
Maple Klapschaats

Maple Skate is een Nederlands producent van schaatsen en inline-skates, opgericht in 1990. Oorspronkelijk bevond het zich in Diever en vervolgens werd het gevestigd in  Oosternijkerk. Sinds oktober 2014 was het bedrijf gevestigd in Heerenveen, naast de A32 vlak bij ijsstadion Thialf. Op 5 april 2018 werd Maple Skate failliet verklaard door de rechtbank in Leeuwarden. In juli van datzelfde jaar werd het bedrijf door de curator doorverkocht aan een bedrijf uit Zuid-Korea, dat aankondigde de merknaam te blijven voeren.

## Bedrijfsachtergrond
Maple Skate maakt schaatsen voor shorttrack, langebaanschaatsen en skaten. Het bedrijf Maple Skate werd 1990 door Johan Bennink opgericht. Maple Skate was oorspronkelijk gevestigd in Diever. In 2005 werd het bedrijf gekocht door Gert Jan de Wilde en schaatser Erik Hulzebosch. In 2010 verkochten zij het op hun beurt aan Taeke van Lingen, die reeds langer de dagelijkse leiding had, en Gerrit Pierik, die al bedrijfsdirecteur was. Anno 2010 had het bedrijf 15 werknemers in dienst. Het was toen marktleider op vlak van schaatsen voor shorttrack. Het bedrijf verkoopt schaatsen in Europa, Azië en Amerika. Behalve de schaatsschoenen (in het Chinese Guangzhou) vindt de productie en de verkoop plaats in Heerenveen.
In 2011 nam Maple Skate de concurrerende schaatsenfabrikant Raps over. Pas na de overname stelde Maple Skate vast dat de omzet van Raps dalende was en diende het een klacht in bij de rechtbank. De klacht werd afgewezen. In 2012 was Maple Skate cosponsor van de schaatsploeg 1nP. In mei 2014 verhuisde het bedrijf van Oosternijkerk naar een voormalige drukkerij in Heerenveen.

## Schaatsers
Bekende internationale langebaanschaatsers gebruiken de schaatsen sinds 1996, waaronder de Amerikanen Shani Davis en Brittany Bowe, de Tsjechische Martina Sáblíková alsook de Zuid-Koreaanse shorttracker Noh Jin-kyu en langebaner Lee Sang-hwa. Grote concurrent van Maple Skate is de Viking van oprichter Jaap Havekotte. Liefst acht van de tien wereldrecordhouders in het langebaanschaatsen en evenveel in het shorttrack behaalden hun toptijden op schaatsen van Maple Skate en 70% van de schaatsers in Sotsji reed op Maple Skate.